# Ахмедов, Али Алиевич
Али Алиевич Ахмедов (16 января 1911, Худжанд, Ходжентский уезд, Самаркандская область, Российская империя — 11 февраля 1971, Душанбе, Таджикская ССР, СССР) — советский государственный деятель, народный комиссар иностранных дел Таджикской ССР (1944—1946).

## Биография
Родился в семье сапожника. В 12-летнем возрасте с очередным караваном купцов пешком отправился в город Самарканд.
Окончил двухгодичную местную русскую школу, затем техникум в г. Самарканде. В 1935 г. окончил Ташкентский институт ирригации и механизации сельского хозяйства, став одним из первых инженеров-гидротехников среди таджиков. Владел таджикским (фарси/дари), русским, узбекским, арабским и английским языками.
- 1935—1940 гг. — работал в различных должностях в сфере водного хозяйства Ленинабадской области, участвовал в строительстве Большого Ферганского канала,
- 1940—1941 гг. — начальник управления водного хозяйства Ленинабадской области,
- 1941—1944 гг. — народный комиссар водного хозяйства Таджикской ССР,
- 1944—1946 гг. — народный комиссар иностранных дел Таджикской ССР. Принимал активное участие в развитии дипломатических отношений с Афганистаном и Ираном, в том числе в установлении водной границы по реке Амударья-Пяндж, редемаркации сухопутных участков советско-афганской границы.

В 1946 г. был назначен заместителем министра водного хозяйства Таджикской ССР. Затем был переведен на должность директора Института водных проблем Академии наук Таджикской ССР.
В 1959 г. являлся советником афганского короля Захир-шаха по вопросам ирригации. Автор более 40 научных работ и публикаций, посвященных развитию ирригации в Таджикистане.
Имел воинское звание генерал-лейтенанта и дипломатическое — Чрезвычайного и Полномочного Посла.

## Награды и звания
Награжден орденами Боевого и Трудового Красного Знамени, медалями «За трудовое отличие» и «За доблестный труд в Великой Отечественной войне 1941—1945 годов», Почетными грамотами Верховного Совета Таджикской ССР.
Заслуженный ирригатор Таджикской ССР.
В его честь была переименована улица в Худженте, на которой прошло его детство.

## Семья
Жена окончила Учительский институт. Три сына и четыре дочери. Дочь — Аминджанова (Ахмедова) Саодат Алиевна. 22 внука и более 50 правнуков. Старший внук — доктор медицинских наук, профессор Научного центра сердечно-сосудистой хирургии им. А. Н. Бакулева в Москве.